# Style & das Geld
Style & das Geld ist ein Song aus dem Album Kenneth allein zu Haus des deutschen Rappers Kay One mit dem Rapper Bushido, welcher auf diesem Song unter dem Pseudonym Sonny Black auftritt.

## Hintergrund
Wie sowohl Kay One als auch Bushido später in Interview berichteten, wurde zwischen beiden nach der Fertigstellung des Albums Kenneth allein zu Haus über die erste Singleauskopplung diskutiert. Bushido wollte dabei Style & das Geld als erste Single auskoppeln, während Kay One den Song Ich brech die Herzen präferierte. Schließlich wurden zu beiden Songs innerhalb kurzer Zeit Videos gedreht, aber Ich brech die Herzen als erste Single des Albums veröffentlicht, während Style & das Geld zunächst nur als Musikvideo und später als Download-Single erschien.

## Inhalt
Inhaltlich befasst sich Style und das Geld mit den Darstellungen der alkoholischen und sexuellen Party-Exzesse des Protagonisten. Während der als Refrain dienende Bushido-Vers ein Sample aus dessen Lied "Zukunft" von Bushidos 2003 erschienenem Album Vom Bordstein bis zur Skyline enthält, stellt die Eingangszeile beider Strophen, "Das einzige, was mich interessiert…" ein Zitat aus dem 2003 auf "Optische Elemente" veröffentlichten Lied Deutschlands 1 von Kool Savas und Kay Ones ehemaligem Kollegen und Vorgesetzten Eko Fresh dar.

## Musikvideo
Am 22. April 2010 wurde das Musikvideo zu Style & das Geld veröffentlicht. Die Regie zum Video führte Murat Aslan. Es zeigt beide Rapper in Sonnenbrillen. Am Anfang des Videos versucht Glöckler eine Frau anzusprechen, dieser Flirt-Versuch scheitert jedoch. Kay One ist häufig in einer roten und Bushido in einer schwarzen Weste und einem gelben T-Shirt zu sehen. Bushidos Manager Arafat Abou-Chaker hat im Video einen Cameo-Auftritt. In Interviews gab Kay One später an, dass das Musikvideo zu Style & das Geld lediglich 800 € gekostet habe. Die im Video auftretenden Komparsen seien dabei am Vortag zum Dreh von Kay One bei einem Disco-Besuch um einen Auftritt im Video gebeten worden. Bis Ende 2013 erreichte das Video über 32 Millionen Aufrufe auf YouTube und war zwischenzeitlich das meistangesehene deutsche Rap-Video auf YouTube, ehe es durch das Video zu dem Lied Easy des deutschen Rappers Cro überboten wurde. Mittlerweile (Stand: August 2024) wurde das Video über 52 Millionen Mal auf YouTube angesehen.
Im Zuge der Trennung zwischen Kay One und Bushidos Label Ersguterjunge im Frühjahr 2012 wurde das Musikvideo durch letztere Partei zwischenzeitlich für mehrere Monate gesperrt. Bushido erwähnte in einem Interview, dass er sich mit der Sperrung aus persönlichen Motiven bei Kay One revanchieren wollte, der Berlin verlassen und von Stuttgart aus dem Label gekündigt hatte.

## Rezeption

### Kommerzieller Erfolg
Style & das Geld gelang es nach seiner Veröffentlichung als Download-Single nicht sich in den deutschen Single-Charts zu platzieren. Dem gegenüber widerfuhr dem Titel jedoch Beachtung durch Album-Kritiker und auch abseits der Genre-Grenzen erheblicher Aufrufszahlen bei Youtube.

### Kritiken
Die E-Zine laut.de hob den Titel in ihrer Rezensionen des Albums Kenneth allein zu Haus explizit als Höhepunkt des Albums hervor. Die Online-Seite rap.de beschrieb den Titel als "unanstrengende Musik für eine breite Masse, an der man schnell Gefallen finden kann.".

### Liveauftritte
Bis zur Trennung Kay Ones von Ersguterjunge war Style & das Geld regelmäßig Bestandteil der Konzerte von Bushido, als dessen Backup-Rapper Kay One fungierte. Anlässlich eines Bushido-Konzerts im E-Werk in der Stadt Köln trugen die damals bei Borussia Dortmund unter Vertrag stehenden Fußball-Profis Marcel Schmelzer, Mohammed Zidan und Roman Weidenfeller im Mai 2011 den Titel mit Bushido und Kay One vor.
Eine Live-Version von Style & das Geld, welche zusätzlich von dem Berliner Rapper Fler begleitet wird, wurde überdies am 14. August 2010 auf der Live-Version des Bushido Albums Zeiten ändern dich veröffentlicht.

## Coverversion
Jan Böhmermann (als Kay Boehm) und die Jadebuben interpretierten diesen Titel in der 13. Folge des Neo Magazin Royale sowie in Folge 48, der Musical-Revue „Der Misérable“.